# Radibor
Radibor (alt sòrab: Radwor) és un municipi alemany que pertany a l'estat de Saxònia. Es troba a uns 10 kilòmetres al nord de Bautzen, al cor de la zona d'assentament dels sòrabs, que són nombrosos al municipi (el cens d'Arnošt Muka deia que eren el 96% de la població en el segle XIX). Compta amb una escola primària i secundària sòrab, però l'institut d'ensenyament mitjà va tancar per falta d'alumnat.

## Districtes
- Bornitz (sorb. Boranecy), 124 h.
- Brohna (Bronjo), 82 h.
- Camina (Kamjenej), 117 h.
- Cölln (Chelno), 355 h.
- Droben (Droby), 88 h.
- Großbrösern (Wulki Přezdrěń), 44 h.
- Grünbusch (Haj)
- Kleinbrösern (Mali Přezdrěń), 9 h.
- Lippitsch (Lipič), 192 h.
- Lomske (Łomsk), 194 h.
- Luppa (Łupoj), 205 h.
- Luppedubrau (Łupjanska Dubrawka), 73 h.
- Luttowitz (Lutobč), 168 h.
- Merka (Měrkow), 143 h.
- Milkel (Minakał), 404 h.
- Milkwitz (Miłkecy), 101 h.
- Neu-Bornitz (Nowe Boranecy), 56 h.
- Neu-Brohna (Nowe Bronjo), 19 h.
- Quoos (Chasow), 158 h.
- Radibor (Radwor), 694 h.
- Schwarzadler (Čorny Hodler), 33 h.
- Teicha (Hat), 72 h.
- Wessel (Wjesel), 99 h.